# Robert Bauer (Mediziner)

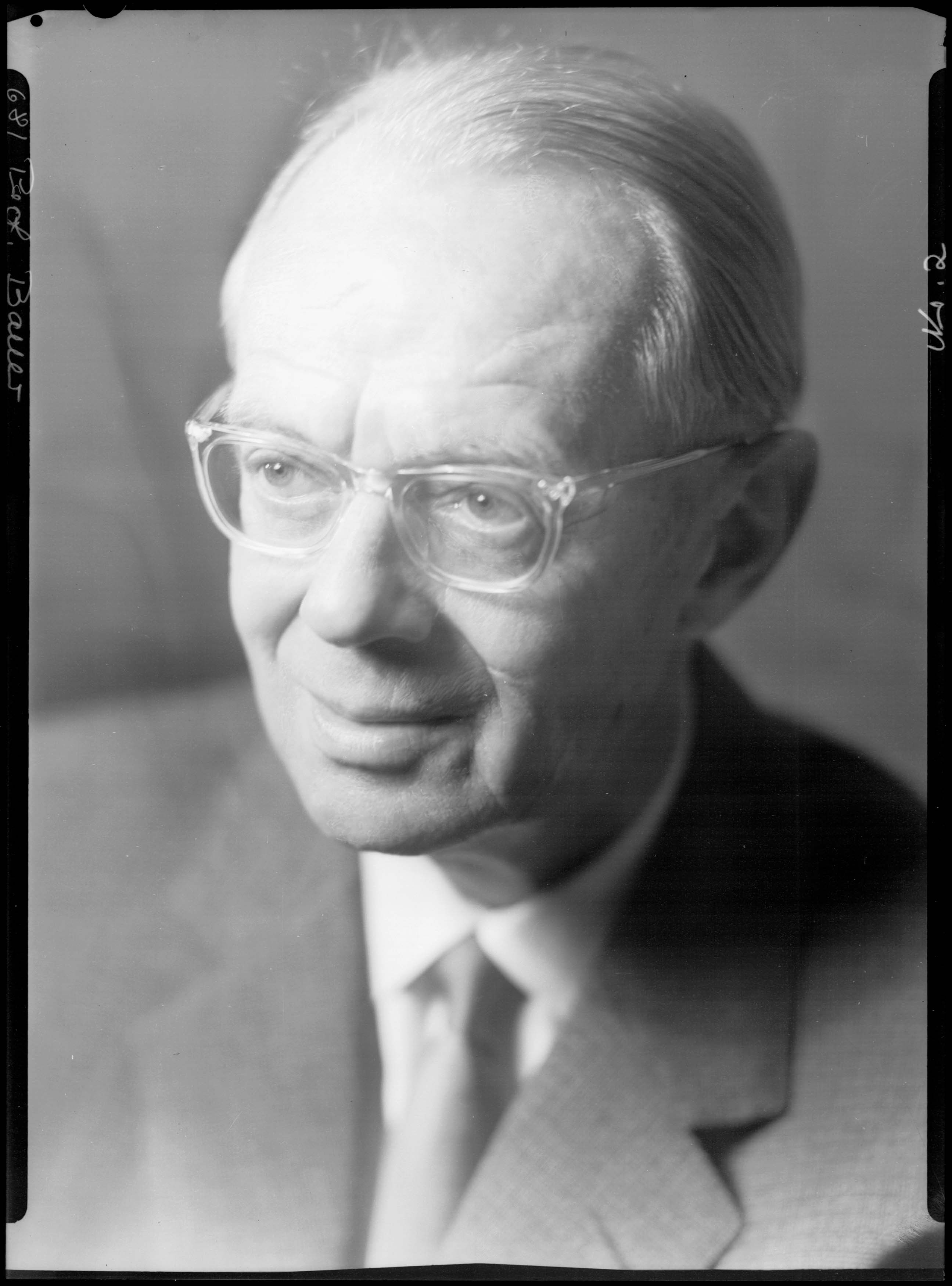
Robert Bauer

Robert Bauer (* 11. Dezember 1898 in Bruchsal, Großherzogtum Baden; † 31. März 1975 in Tübingen) war ein deutscher Strahlentherapeut. An der Universität Tübingen war er Ordinarius für medizinische Strahlenkunde, Direktor des Medizinischen Strahleninstituts und Vorstand der Röntgenabteilungen der Chirurgischen und Medizinischen Universitätsklinik. 

## Leben
Bauer studierte an der Albert-Ludwigs-Universität Freiburg Medizin. 1919 wurde er im Corps Rhenania Freiburg recipiert. 1927 wurde er in Freiburg zum Dr. med. promoviert. 1925–1931 im Krankenhaus Pforzheim zum Internisten ausgebildet, ging er 1931 an das Röntgeninstitut vom Universitätsklinikum Frankfurt bei Hans Holfelder und Hans Ulrich Albrecht. Ab 1937 leitete er in Tübingen die Röntgenabteilung der Medizinischen Universitätsklinik. 1939 habilitierte er sich für medizinische Strahlenkunde. In der Habilitationsschrift befasste er sich als Erster mit der Strahlenempfindlichkeit der Blutzellen.  Als Oberarzt der Röntgenabteilung der 1. Medizinischen Klinik ging er 1941 mit Friedrich Koch an die Charité. Als die Luftangriffe der Alliierten auf Berlin die Charité und seinen Arbeitsplatz zerstört hatten, kehrte Bauer 1945 nach Tübingen zurück. Er wurde Vorstand der Röntgen-Radium-Abteilungen der Chirurgischen und der Medizinischen Universitätsklinik. Er wurde 1950 zum apl. Professor und 1952 zum a.o. Professor für medizinische Strahlenkunde ernannt. Nachdem er 1954 den Frankfurter Ruf auf Holfelders Lehrstuhl abgelehnt hatte, ernannte ihn die Tübinger Universität im selben Jahr zum Ordinarius. Er erreichte die Einrichtung eines Betatrons und den Neubau eines Strahleninstituts. Als einer der Vizepräsidenten war er 1959 an der Gestaltung des Wissenschaftsprogramms vom IX. Internationalen Kongress für Radiologie maßgeblich beteiligt. Als Präsident leitete er 1963 den Deutschen Röntgenkongress in Baden-Baden. 1967 erhielt er die Hermann-Rieder-Medaille der Deutschen Röntgengesellschaft. Er war Ehrenmitglied der Deutschen, Schweizer und Österreichischen Röntgengesellschaft.